# Trotonotus castaneus
Trotonotus castaneus är en fjärilsart som beskrevs av Sergius G. Kiriakoff 1954. Trotonotus castaneus ingår i släktet Trotonotus och familjen tandspinnare. Inga underarter finns listade i Catalogue of Life.